# Såckosberget
Såckosberget är ett naturreservat i Bodens kommun i Norrbottens län.
Området är naturskyddat sedan 2009 och är 0,6 kvadratkilometer stort. Reservatet omfattar de östra branterna av Såckosberget ner mot en våtmark och tjärn. Reservatet består av barrblandskog med inslag av lövträd samt gran kring våtmarken.  